# ایزابلا (میزوری)
ایزابلا (به انگلیسی: Isabella) یک منطقهٔ مسکونی در ایالات متحده آمریکا است که در شهرستان اوزارک، میزوری واقع شده‌است. ایزابلا ۲۹۲ متر بالاتر از سطح دریا واقع شده‌است.